# Pylargosceles steganioides
Pylargosceles steganioides là một loài bướm đêm trong họ Geometridae.